# Alto Alegre do Pindaré
Alto Alegre do Pindaré este un oraș în unitatea federativă Maranhão, Brazilia.